# 24 Hour Service Station
24 Hour Service Station es una compañía discográfica independiente fundada en 1993 por Marshall Dickson que ha distribuido música en distintos géneros musicales, pero más enfocado al rock de una forma independiente.
Uno de sus mayores trabajos de la discográfica es el recopilado "Ceremony – A New Order Tribute" que es un tributo al grupo británico de rock: New Order.
La música de 24 Hour Service Station es distribuida por su compañía matriz "24 Hour Distribution" y también por The Orchard, MVD y IODA.

## Algunos artistas de la discográfica
- Peter Hook (New Order)
- The Fantastiques (Bielorrusia)
- Freebass
- Kites with Lights
- Non-aggression Pact
- Peter Hook and The Light
- The Beauvilles
- John Ralston
- Pink Lincolns